# Олластра
Олластра (итал. Ollastra) — коммуна в Италии, располагается в регионе Сардиния, в провинции Ористано.
Население составляет 1274 человека (2008 г.), плотность населения составляет 59 чел./км². Занимает площадь 22 км². Почтовый индекс — 9084. Телефонный код — 0783.
Покровителем коммуны почитается святой Себастьян, празднование 20 января.

## Демография
Динамика населения:

## Администрация коммуны
- Официальный сайт: